# Городещина
Городе́щина (укр. Городещина) — село, входит в Полесский район Киевской области Украины.
Население по переписи 2001 года составляло 119 человек. Почтовый индекс — 07053. Телефонный код — 4592. Занимает площадь 5 км². Код КОАТУУ — 3223581502.

## Местный совет
07052, Київська обл., Поліський р-н, с. Володарка, вул. Першотравнева, 36